# Écriture symbolique en gymnastique
L'écriture symbolique en gymnastique est une transcription des éléments gymniques. Elle est utilisée notamment par les juges gymniques. Cette écriture est universelle dans le domaine de la gymnastique artistique.

## Histoire des symboles gymniques féminin
Les symboles des principaux éléments gymniques ont été publiés par le comité technique féminin (CTF) en 1979. 
Dès 1980, le comité scientifique du CTF décide de répertorier tous les mouvements gymniques de la Fédération internationale de gymnastique et de créer des symboles basés sur la description des mouvements. 
C'est ainsi qu'en 1986, l'écriture symbolique est uniformisée et devient une sorte de langage universel des juges en gymnastique.